# Masaaki Yanagishita
Masaaki Yanagishita (柳下 正明 Yanagishita Masaaki?, nacido el 1 de enero de 1960 en Shizuoka) es un exfutbolista japonés que se desempeñaba como defensa y entrenador.

## Clubes

### Como futbolista
| Club          | País  | Año         |
| ------------- | ----- | ----------- |
| Yamaha Motors | Japón | 1982 - 1992 |

### Como entrenador
| Club              | País  | Año         |
| ----------------- | ----- | ----------- |
| Júbilo Iwata      | Japón | 2003        |
| Consadole Sapporo | Japón | 2004 - 2006 |
| Júbilo Iwata      | Japón | 2009 - 2011 |
| Albirex Niigata   | Japón | 2012 - 2015 |
| Zweigen Kanazawa  | Japón | 2017 -      |